# Michelle Cairns
Michelle Cairns (ur. 1976) – amerykańska kolarka BMX, mistrzyni świata.

## Kariera
Największy sukces w karierze Michelle Cairns osiągnęła w 1996 roku, kiedy zdobyła złoty medal mistrzostw świata w kategorii elite podczas mistrzostw świata w Saskatoon. W zawodach tych wyprzedziła bezpośrednio Holenderkę Karien Gubbels oraz swą rodaczkę Marie McGilvary. Na rozgrywanych rok później mistrzostwach świata w Melbourne była ósma, a podczas mistrzostw świata w   Louisville zajęła piąta pozycję. W latach 2005–2011 nie ścigała się w kategorii elite, jednak w drugiej połowie 2011 roku powróciła do rywalizacji.